# Tysklands regeringer
Tysklands regering (tysk: Bundesregierung eller Bundeskabinett) er den føderale udøvende magt i Tyskland. Den består af kansleren og et antal ministre. Tysklands nuværende forbundsregering er regeringen Olaf Scholz.
Kansleren bliver valgt af Forbundsdagen og derefter formelt udnævnt af præsidenten sammen med sine ministre. Kansleren og ministrene må aflægge en ed i parlamentet ved indsættelsen.
Den føderale regering har sæde i Berlin. Enkelte ministerier ligger i Bonn. De ministerier, som har hovedsæde i Bonn, har også et andensæde i Berlin.
Tysklands delstater har sine egne regeringer. Den føderale regerings kompetence er begrænset gennem føderal lovgivning til bestemte områder. Alle andre områder er delstaternes ansvar.

## Liste over Tysklands forbundsregeringer
- 1949–1953 Regeringen Konrad Adenauer I
- 1953–1957 Regeringen Konrad Adenauer II
- 1957–1961 Regeringen Konrad Adenauer III
- 1961–1962 Regeringen Konrad Adenauer IV
- 1962–1963 Regeringen Konrad Adenauer V
- 1963–1965 Regeringen Ludwig Erhard I
- 1965–1966 Regeringen Ludwig Erhard II
- 1966–1969 Regeringen Kurt Georg Kiesinger
- 1969–1972 Regeringen Willy Brandt I
- 1972–1974 Regeringen Willy Brandt II
- 1974–1976 Regeringen Helmut Schmidt I
- 1976–1980 Regeringen Helmut Schmidt II
- 1980–1982 Regeringen Helmut Schmidt III
- 1982–1983 Regeringen Helmut Kohl I
- 1983–1987 Regeringen Helmut Kohl II
- 1987–1991 Regeringen Helmut Kohl III
- 1991–1994 Regeringen Helmut Kohl IV
- 1994–1998 Regeringen Helmut Kohl V
- 1998–2002 Regeringen Gerhard Schröder I
- 2002–2005 Regeringen Gerhard Schröder II
- 2005–2009 Regeringen Angela Merkel I
- 2009–2013 Regeringen Angela Merkel II
- 2013–2018 Regeringen Angela Merkel III
- 2018-2021 Regeringen Angela Merkel IV
- siden 2021 Regeringen Olaf Scholz